# Kanton Krasny Jar
Der Kanton Krasny Jar war eine administrativ-territoriale Gebietskörperschaft der Wolgadeutschen Republik.

## Geschichte
Der Kanton wurde 1922 als eine Verwaltungseinheit der wolgadeutschen Republik, einer ASSR innerhalb der Russischen Sozialistischen Föderativen Sowjetrepublik in der Sowjetunion. 
1927 wurde der Kanton zwischenzeitlich aufgelöst und 1935 wiedergegründet.
Nach dem Beginn des Deutsch-Sowjetischen Krieges begann am 28. August 1941 die Deportation der Russlanddeutschen und der Kanton wurde gemeinsam mit der Wolgadeutschen Republik aufgelöst.

## Bevölkerung
Der Kanton hatte ca. 22.800 Einwohner, davon waren 98,6 % Russlanddeutsche. 11.300 waren männlich und 11.500 weiblich. Die Bevölkerungsdichte lag bei 29,3 Einwohnern pro km². 

## Geographie und Infrastruktur
Im Kanton gab es 12 Dörfer. Es existierten eine Kantonszeitung "Rotfront" in deutscher Sprache, eine Rundfunkzentrale, eine Apotheke, zwei Krankenhäuser mit 35 Betten, zwei Ambulanzen, sieben Entbindungsstationen mit 21 Betten, einen Sanitäts- und Geburtshilfepunkt und einen Post- und Telegrafenkontor im Kantonszentrum.

## Politik
Die Kantonsparteiorganisation der WKP(b) hatte 122 Mitglieder und 131 Kandidaten für eine Mitgliedschaft, 18 Basisparteiorganisationen und acht Kandidatengruppen. Im Kanton gab es 746 Komsomolzen, die in vier Komsomolorganisationen aktiv waren.